# Georgia Ann Robinson

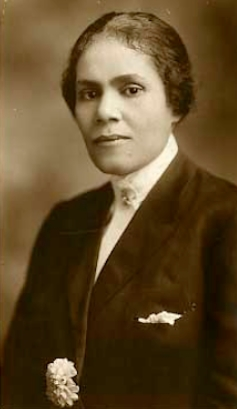
Georgia Ann Robinson, 1917

 Georgia Ann Robinson (* 12. Mai 1879 in Opelousas, Louisiana; † 21. September 1961 in Los Angeles, Kalifornien) war eine US-amerikanische Polizistin. Sie war die erste afroamerikanische Polizistin des Los Angeles Police Department (LAPD) und die im Land eingestellt wurde.

## Leben und Werk
Robinson wurde als Georgia Ann Hill in Opelousas geboren und wuchs nach dem Tod ihrer Mutter zunächst bei einer älteren Schwester, dann in einem Kloster auf. Mit 18 Jahren zog sie nach Kansas und arbeitete als Gouvernante. Sie heiratete Morgan Robinson, mit dem sie nach Colorado und dann nach Los Angeles zog. Sie bekam 1906 mit ihm eine Tochter.
Im Jahr 1916 hatte das Los Angeles Police Department (LAPD) einen Mangel an Beamten, nachdem sich viele Männer für den Ersten Weltkrieg gemeldet hatten. Robinson wurde angesprochen, um sich dem LAPD als Freiwillige anzuschließen. Sie arbeitete drei Jahre lang zunächst als Gefängniswärterin.
Es gab strenge Anforderungen, um Polizistin zu werden, wie z. B. zwischen 30 und 44 Jahre alt zu sein, verheiratet zu sein und einen Abschluss in Pädagogik oder Krankenpflege zu haben. Robinson war 36 Jahre alt, verheiratet und hatte einen Abschluss in Krankenpflege, also erfüllte sie all diese Anforderungen. Am 10. Juni 1919 wurde Robinson offiziell als erste afroamerikanische Frau beim LAPD vereidigt und war damit eine der ersten afroamerikanischen Polizistinnen des Landes. Robinson arbeitete mit Alice Stebbins Wells zusammen, die 1910 als erste Polizistin in den Vereinigten Staaten eingestellt worden war.
Ihre erste Stelle beim LAPD war als Gefängnismatrone. Gefängnismatrone war historisch gesehen der erste Beruf für Frauen in der Strafverfolgung und im späten 19. und frühen 20. Jahrhundert erfüllten sie typischerweise die Rolle einer modernen Sozialarbeiterin. Robinson hatte die Aufgabe, sich hauptsächlich um die Bedürfnisse weiblicher Insassen und straffälliger Kinder zu kümmern, die in die Stationshäuser gebracht wurden, unabhängig davon, ob sie verhaftet oder obdachlos und hilfebedürftig waren. Obwohl Robinson wie die männlichen Beamten der Abteilung in Gefängnissen und Polizeistationen arbeitete, hatten sie keine Verhaftungsbefugnisse.
Robinson arbeitete hauptsächlich an Jugend- und Mordfällen sowie an Fällen, an denen afroamerikanische Frauen beteiligt waren. Sie schickte die Frauen und Mädchen oft zu Sozialdiensten. Robinson erlaubte oft Jugendlichen, die sie bei der Arbeit traf, vorübergehend in ihrem eigenen Haus zu bleiben, wenn sie nirgendwo anders hingehen konnten. Sie bemerkte im Laufe ihrer Arbeit, dass ein großer Bedarf an einem Frauenhaus bestand, und half bei der Gründung des Sojourner Truth Home für diejenigen, die nirgendwo anders hingehen konnten. In Los Angeles  war Robinson die erste Schatzmeisterin der örtlichen National Association for the Advancement of Colored People (NAACP) und sie arbeitete ehrenamtlich beim Eastside Shelter for Women and Girls.
1928 erlitt sie eine Kopfverletzung bei dem Versuch, einen Streit zwischen zwei betrunkenen Frauen im Gefängnis zu beenden. Die Verletzung führte zu einer dauerhaften Erblindung und sie wurde in den Ruhestand versetzt. Sie setzte ihre Arbeit mit dem Sojourner Truth Home fort und setzte sich mit der NAACP im Kampf für die Aufhebung der getrennten Schulen im Schulsystem von Los Angeles ein.
Robinson arbeitete auch mit H. Claude Hudson zusammen, um die Trennung der Strände in Venice Beach aufzuheben. Obwohl Gesetze aus dem Jahr 1880 vorgaben, dass öffentliche Räume für jedermann frei zugänglich waren, waren sie bis etwa 1960 immer noch getrennt.
Robinson starb im Alter von 82 Jahren in Los Angeles.